# UNESCO-Kultur- und -Naturerbe in Österreich

Emblem der UNESCO

Kultur- und -Naturerbe in Österreich, deklariert nach den diversen Konventionen und Programmen der UNESCO als UNESCO-Kultur- und -Naturerbe. Nationale Kontaktstelle ist die Österreichische UNESCO-Kommission.

## Welterbe
In Österreich gibt es zwölf Welterbestätten (Stand 2021). Die ersten beiden Welterbestätten wurden 1996 ausgewiesen.
Drei Welterbestätten sind Kulturlandschaften (Neusiedlersee, Hallstatt–Dachstein, Wachau), vier sind Stadtlandschaften (Altstädte Salzburg, Graz, Wien sowie Baden bei Wien als Bestandteil der Bedeutenden Kurstädte Europas), zwei ein Bauwerk (Bau-/Gartenbaudenkmal Schönbrunn und technisches Denkmal Semmeringbahn), und zwei archäologische Stätten (Pfahlbauten um die Alpen, Donaulimes).
Bis 2017 hatte Österreich nur Weltkulturerbestätten. Mit der Aufnahme des Urwalds Rothwald und von Teilen des Nationalparks Kalkalpen in die transnationale Welterbestätte Alte Buchenwälder und Buchenurwälder der Karpaten und anderer Regionen Europas erhielt Österreich in diesem Jahr seine erste Weltnaturerbestätte.

## Global Geoparks
In Österreich gibt es vier UNESCO Global Geoparks (Stand 2018). Als erstes wurde 2004 der Natur- und Geopark Steirische Eisenwurzen in das Global Geoparks Network aufgenommen.

## Biosphärenreservate
In Österreich sind drei Biosphärenreservate (Stand 2017) im Rahmen des Programms Man and the Biosphere von der UNESCO anerkannt. Großes Walsertal, Wienerwald, Salzburger Lungau & Kärntner Nockberge und Unteres Murtal. Vier weitere Gebiete waren einmal anerkannt, sind aber wieder aus dem Programm ausgeschieden.

## Weltdokumentenerbe
Derzeit umfasst das Register über 350 Eintragungen, Österreich kann insgesamt 13 Einträge im Weltregister verzeichnen:
das Wiener Dioscurides-Manuskript, das Schlussdokument des Wiener Kongresses, die Historischen Sammlungen des Phonogrammarchivs, die Papyrussammlung, die Schubertsammlung, den Atlas Blaeu-Van der Hem, die Brahms Sammlung, die Gotischen Baurisse, die Tabula Peutingeriana, den Arnold-Schönberg-Nachlass, den Mainzer Psalter und als Gemeinschaftseintragung die Bibliotheca Corviniana und die Goldene Bulle.
Das Nationale Register mit für Österreich kulturell bedeutsamen sowie historisch wichtigen Dokumenten und Sammlungen zählt mehr als 40 Eintragungen.
Das erste Dokumentenerbe wurde 1997 ausgewiesen.

## Immaterielles Kulturerbe
Das immaterielle Kulturerbes Österreichs ist mit drei Einträgen auf der Repräsentativen Liste des immateriellen Kulturerbes der Menschheit und mit einem Eintrag in dem Register guter Praxisbeispiele vertreten.
Das Nationale Verzeichnis des immateriellen Kulturerbes umfasst 157 Einträge (Stand 2022). Davon sind über 30 in ganz Österreich zu finden (unter anderem Apotheken-Hausspezialitäten, Falknerei, Märchenerzählen, Volkstanz, Stille Nacht - Weihnacht, Köhlerei),
der Rest in einzelnen Gegenden der Bundesländer. Sie teilen sich zudem in 5 Bereiche: (1) mündlich überlieferte Traditionen und Ausdrucksformen, einschließlich der Sprache als Trägerin des immateriellen Kulturerbes; (2) Darstellende Künste, (3) Gesellschaftliche Praktiken, Rituale und Feste, (5) Wissen und Praktiken im Umgang mit der Natur und Universum und (5) Handwerkstechniken.
Das erste immateriellen Erbe auf dem nationalen Verzeichnis wurde 2010 ausgewiesen. Neben den nationalen Verzeichnissen des immateriellen Kulturerbes der Vertragsstaaten werden auf internationaler Ebene drei Listen geführt:
- die Repräsentative Liste des immateriellen Kulturerbes der Menschheit,
- das Verzeichnis guter Praxisbeispiele für Programme, Projekte und Tätigkeiten zur Erhaltung des Immateriellen Kulturerbes sowie
- die Liste des dringend erhaltungsbedürftigen immateriellen Kulturerbes.

Für Österreich sind acht Elemente auf der Repräsentativen Liste (Falknerei, Imster Schemenlaufen, Klassischen Reitkunst und Hohen Schule der Spanischen Hofreitschule, Handblaudruck in Europa, Erfahrungswissen im Umgang mit Lawinengefahr, Transhumanz; Wissen um die Lipizzanerzucht und Flößerei), sowie zwei auf dem Verzeichnis guter Praxisbeispiele (die Textilen Hadwerkszentren: Hand.Werk.Haus Salzkammergut, das Textile Zentrum Haslach und der Werkraum Bregenzerwald, sowie das Dombauhüttenwesen).

## Creative Cities
Das Creative Cities Network (UCCN) ist ein Projekt der UNESCO. Es hat das Ziel, kulturelle Vielfalt zu feiern und aufrechtzuerhalten. Dazu teilen die Mitgliedsstädte ihre Erfahrungen im Aufrechterhalten des kulturellen Erbes vor Ort einander mit und diskutieren Pläne, wie sie mit Globalisierung zurechtkommen. Städte können sich in sieben Bereichen bewerben: Film, Musik, Design, Gastronomie, Medienkunst, Handwerk oder Literatur. Das 2004 gegründete Netzwerk dient als Plattform zum Austausch von Erfahrungen, Ideen und Praxisbeispielen im Bereich von Kunst und Kultur, sowie der Kreativwirtschaft. Weltweit sind mehr als 100 Städte im Netzwerk vertreten, zwei davon befinden sich in Österreich: Graz UNESCO City of Design (seit 2011) und Linz UNESCO City of Media Arts (seit 2014).